# 位城県
位城県（いじょう-けん）は中華人民共和国延辺朝鮮族自治州にかつて存在した県。現在の敦化市南西部に相当する。
渤海により設置され鉄州の州治とされた。遼代に廃止されている。